# Kömlőd
Kömlőd è un comune dell'Ungheria di 1.185 abitanti (dati 2001). È situato nella contea di Komárom-Esztergom, nell'Ungheria settentrionale.